# Юрасівка (Воронезька область)
Юрасівка (рос. Юрасовка) — слобода в Ольховатському районі Воронезької області Росії.
Входить до складу Караяшниковського сільського поселення.

## Географія

### Вулиці
- вул. В. П. Шаренко
- вул. Ключова
- вул. Комунарів
- вул. Костомарова
- вул. Першотравнева
- вул. Хліборобська
- вул. Центральна

## Історія
Спочатку слобода мала назву Верхня Ольховатка та Мала Ольховатка. Заснована слобода на початку XVIII століття на річці Ольховатка, за документами відома з 1721 року. Юрасівка входила до складу Острогозького і Розсошанського (1923—1928) повітів.
У 1759 році в Юрасовці була побудована дерев'яна Георгіївська церква, а в 1872 році збудована знову за кошти поміщика Гарденіна. У 1865 році в слободі була заснована школа. У 1900 році тут були три громадські будівлі.

## Населення
- 1859 — 1578
- 1900 — 1634
- 1926 — 1554
- 2007 — 732
- 2010 — 764

## Інфраструктура
Нині в Юрасівці є сільськогосподарське підприємство «Юни», основна загальноосвітня школа, Будинок культури, поштове відділення, ФАП, мінімаркет «Юрасовский».

## Відомі уродженці
У 1817 році в слободі Юрасівка народився відомий історик М. І. Костомаров.
У 1911 році в слободі Юрасівка народився Герой Радянського Союзу В. П. Шаренко